# Parasynegia complicata
Parasynegia complicata là một loài bướm đêm trong họ Geometridae.